# 真亀川

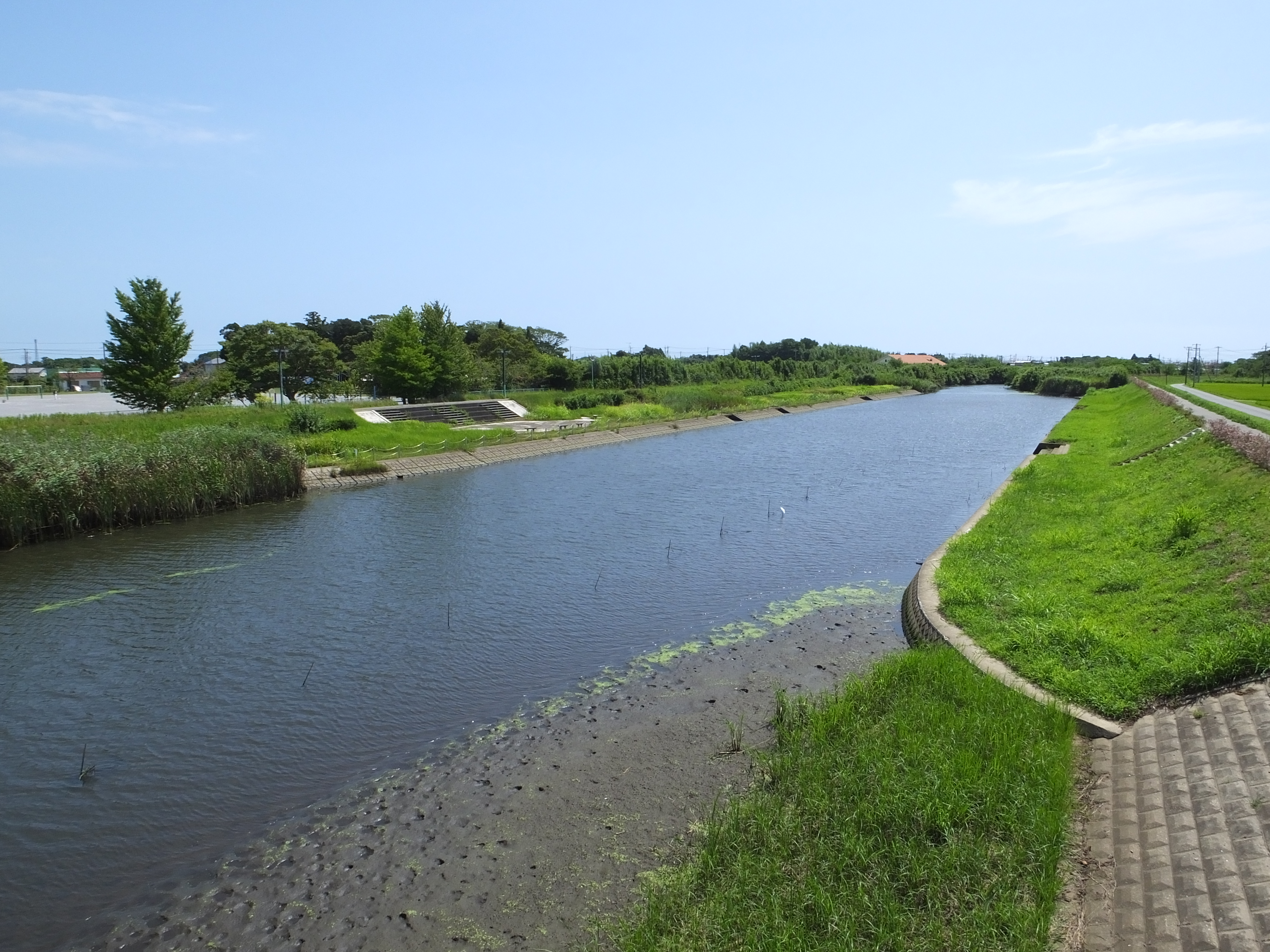
仲蔵橋より下流方

真亀川（まがめがわ）は、千葉県の九十九里平野中央部を流れる二級河川。真亀川水系の本流である。

## 地理
東金市滝沢、八街市との境界付近に源を発し東流する。松之郷付近で東金ダムから下りてきた十文字川を合わせ、道庭付近で両総用水を越える。平野部に入り、東金線橋梁にて高倉川を分ける。高倉川は北東へ進み作田川に合流する。一方で真亀川は南西に折れ、中流部でいくつかの支流を合わせる。山武郡九十九里町との境界で北幸谷川を合わせると河川幅が広がる。近辺は複数の取水堰があり、仲蔵橋付近東岸には真亀川総合公園が整備されるなど親水性が高い。河口付近では大網白里市との境界部を流れ、太平洋に注ぐ。流路延長18.2kmのうち、十文字川との合流点より下流15.4kmが二級河川に指定されている。
上流部は下総台地の丘陵地、下流部は九十九里の沖積平野にあたり、低平地では砂層を含む堆積物の地質から地盤沈下が著しい。上中流部にはトウヨシノボリ・モツゴ・ギンブナのような魚類、タイコウチ・カワニナなどの水生生物が生息し、下流部ではボラ・ヒメハゼなどの汽水魚が見られる。コンクリート護岸ながらミゾソバ・ガマ・ヨシの植生に覆われており、豊かな水辺環境にある。

## 治水
真亀川においては、河口から田間2区排水路合流地点までの10.8km区間が河川整備計画対象区間に位置付けられている。中小河川改修事業として1961年（昭和36年）度より河口から北幸谷川合流地点までの5.7km区間の河川改修に着手、1984年（昭和59年）度に終了している。引き続き1985年（昭和60年）度より北幸谷川合流地点から中橋までの2.6km区間を広域一般河川改修事業として整備し、2011年（平成23年）度に終了。2012年（平成24年）度に残りの2.5km区間について総合流域防災事業として着手し、2026年（平成38年）度の終了予定で続けられている。
1996年（平成8年）の台風17号をはじめ洪水被害が発生していることから、対象区間は河道拡幅・掘削や護岸改修により、高水時流量への対応に努めている。また河川の親水性向上の観点から、1989年（平成元年）7月にラブリバー制度の対象として認定された。これに基づき1994年（平成6年）度、仲蔵橋付近東岸に真亀川公園が整備され、複合施設として小学校の環境学習等に利用されている。
2011年（平成23年）3月11日の東日本大震災においては河口周辺で津波被害を受けたことから、河口から1.4kmの区間を津波対策事業の対象範囲として、堤防の嵩上げを進める方針が出された。上流部の河川改修と並行して2012年（平成24年）度に着工し、2015年（平成27年）度までの事業予定で続けられている。

## 主な橋
- 酒蔵橋 - 千葉県道119号東金源線
- 松郷橋
- 鏡橋
- 十文字橋 - 国道126号
- 御狩橋 - 千葉県道124号緑海東金線
- 田間歩道橋
- JR東金線橋梁
- つつみ橋
- 新橋
- 境橋
- 享保橋
- 中橋 - 千葉県道25号東金片貝線
- 広瀬橋
- 幸田橋 - 千葉県道75号東金豊海線
- 富士見橋
- 西野橋
- 新川橋
- 仲蔵橋 - 千葉県道123号一宮片貝線
- 龍宮橋
- 東金九十九里有料道路
- 真亀橋
- くろしお橋 - 千葉県道30号飯岡一宮線
- 真亀川橋 - 九十九里有料道路

## 支流・分流
- 十文字川 - 二級河川
- 高倉川（真亀川分流・作田川支流）
- 幸田川
- 北幸谷川 - 準用河川
- 細屋敷川

## 参考資料
- 二級河川真亀川水系河川整備基本方針（千葉県）
- 作田川・真亀川流域懇談会（千葉県）